# Lista över fornborgar i Bohuslän
I landskapet Bohuslän finns 123 fornborgar registrerade i FMIS, flest fornborgar finns i Tanums socken, där åtta lämningar är registrerade, även Skee socken är värt att nämna i sammanhanget med sina sju fornborgar. Kring en del fornborgar finns också folksägner knutna, till exempel sägs Lasse-Maja ha använt Hällungens fornborg, Svenshögen (Stenungsund), som tjuvgömma.

## Kungälvs kommun

### Tjuvkils huvud
Tjuvkils huvud är en fornborg vid kusten i Kungälvs kommun. Den ligger på ett berg cirka 50 meter över havet med milsvid utsikt. Den är 440 × 200 meter stor och omgärdas av flera långa stenvallar. 

## Lysekils kommun

### Trälebergs fornborg
Trälebergs fornborg ligger på ett bergskrön på Stångenäset i Lysekils kommun. I nordnordväst stupar berget rakt ner mot havsviken Trälebergs kile. Borgen är cirka 300 × 175 meter stor. I söder, där borgen är mest lättillgänglig, finns rester av en stenmur. I närheten finns lämningar efter boplatser. 

## Orusts kommun

### Borrevägg fornborg
Borrevägg fornborg ligger 2 km nordost om Hårleby på Orust. Till skillnad från andra fornborgar, som byggdes under folkvandringstiden eller tidigare, är denna av ett senare datum. Den dateras till 1400-talet och användes troligen som tillflyktsplats vid de olika gränskrigen.

### Huseby fornborg
Huseby fornborg ligger mellan Varekil och Ellös på Orust. Borgen, som är 90 × 20 meter stor, är belägen både på en bergstopp och i dalen nedanför. På borgens södra sida finns rester av en stenmur. Vid en arkeologisk undersökning 1992 hittades rester efter eldstäder och husväggar. Vidare fann man en pilspets, ett remändebeslag och en kam av järn, vävtyngder av bränd lera, samt keramik av en sort som användes under romersk järnålder eller folkvandringstiden. Borgen är antagligen från denna tid.
I Huseby Klev, nedanför fornborgsberget, har man hittat lämningar efter en stenåldersboplats.

### Slottsbergets fornborg
Slottsbergets fornborg ligger vid Huseby i Morlandadalen på Orust. Det anlades troligen under folkvandringstiden och fungerade som tillflyktsort i oroliga tider.

## Uddevalla kommun

### Börsås fornborg
Börsås fornborg ligger i Skredsvik, Uddevalla kommun. Borgen grävdes ut 1911–1912 av arkeologen Gustaf Hallström. Han hittade bland annat rester av kvadratiska husgrunder, en stenlagd väg som ledde upp till borgen, vävtyngder, järnbitar, keramik och kvarnstenar. Det tycks med andra ord ha varit en bosättning. Vidare hittades brända sädeskorn, vilken antyder att borgen brunnit. Hallström daterade borgen till folkvandringstiden, men moderna arkeologer ifrågasätter detta. De små kvadratiska husen, vars grunder Hallström hittade, är till exempel en modell som började brukas först under vikingatiden. Det utesluter dock inte att borgen kan ha använts långt tidigare. 
I en artikel i tidningen Bohusläningen från 26 juli 1911 framgår att ”Borgen på Börsåsbärget är märklig genom den ännu till sin nedre del mycket väl bibehållna, breda och körbara väg, som leder upp till bärgets brantare delar, och som, enligt ännu lefvande personers intyg, i svunnen tid varit mera skönjbar än nu till sin öfre del. Ännu vida märkligare är denna borg på grund af de fynd, som nu vid undersökningen braktes i dagen. På tre eller fyra ställen har man nämligen anledning misstänka tillvaron af bostadsplatser, men af dessa är endast en enda undersökt, och till och med denna blott till hälften ännu. Här träffade man ett värkligt kulturlager med aska, kol, ben, järnfragment och ej mindre än sex handkvarnar äfven som en stor myckenhet delar af lerkärl. Bland dessa senare befinna sig ett brottstycke, hvars ornamentik ger till känna att borgen föreskiver sig från tiden omkring år 400 efter Kristus. Detta är sålunda ett ytterst viktigt fynd för kännedomen om bygdeborgens ålder, och då man för Bohusläns vidkommande känner en bygdeborg från ungefär samma tid, nämligen den på Bonäs [sic] i Dragsmark, är detta sålunda den andra i ordningen; från hela Sverige känner man i övrigt endast två från 400-talet, eller något senare”.

### Borrås fornborg
Borrås fornborg ligger strategiskt placerad vid ett forntida drag mellan Essvik i Gullmarn och Knarrevik vid Dragsmark. Fornborgen grävdes ut 1909 av Wilhelm Berg som bland annat gjorde fynd av en husgrund samt keramik som har daterats till 400-talet.

### Borgås fornborg
Borgås fornborg i Högås socken undersöktes 1911 av Gustaf Hallström. Fornborgen har tydliga lämningar av kallmurad stenmur. Hallström gjorde fynd av två kolbäddar.

### Bjällansås fornborg
Bjällansås fornborg i Bokenäs socken finns upptagen i RAA:s fornsök såsom en fornborg, någon arkeologisk undersökning av fornborgen har dock inte skett.

## Lista över fornborgarna
Lista över de 123 fornborgar i Bohuslän som upptas i Fornminnesregistret.
| Namn                | Koordinat                                     | RAÄ-nummer | bild | kommentar |
| ------------------- | --------------------------------------------- | ---------- | ---- | --------- |
|                     | 57°44′23″N 11°45′28″Ö / 57.73977°N 11.75791°Ö | 21:1       |      |           |
|                     | 57°44′26″N 11°45′54″Ö / 57.74045°N 11.76502°Ö | 22:1       |      |           |
|                     | 57°43′45″N 11°52′28″Ö / 57.72907°N 11.87451°Ö | 193:1      |      |           |
|                     | 58°15′58″N 11°36′12″Ö / 58.26605°N 11.60342°Ö | 13:1       |      |           |
|                     | 58°30′10″N 11°25′37″Ö / 58.50283°N 11.42687°Ö | 223:1      |      |           |
|                     | 58°25′21″N 11°31′17″Ö / 58.4224°N 11.52141°Ö  | 273:1      |      |           |
|                     | 58°21′43″N 11°23′44″Ö / 58.36199°N 11.39555°Ö | 173:1      |      |           |
|                     | 58°24′36″N 11°25′48″Ö / 58.41003°N 11.43012°Ö | 223:1      |      |           |
| Kibesten            | 58°27′55″N 11°32′50″Ö / 58.4654°N 11.54719°Ö  | 259:1      |      |           |
|                     | 58°16′36″N 11°31′34″Ö / 58.27659°N 11.52611°Ö | 19:1       |      |           |
|                     | 58°17′45″N 11°57′46″Ö / 58.29579°N 11.96274°Ö | 154:1      |      |           |
| Korsborg            | 58°25′33″N 11°39′03″Ö / 58.42579°N 11.65072°Ö | 85:1       |      |           |
| Dalaborg            | 58°27′13″N 11°41′29″Ö / 58.45365°N 11.69125°Ö | 257:1      |      |           |
| Borgås              | 58°30′25″N 11°43′45″Ö / 58.507°N 11.72906°Ö   | 294:1      |      |           |
|                     | 57°49′50″N 11°52′19″Ö / 57.83052°N 11.87187°Ö | 19:1       |      |           |
| Kronoborgs slott    | 58°20′32″N 11°43′29″Ö / 58.34215°N 11.72477°Ö | 108:1      |      |           |
| Borråsen            | 58°19′50″N 11°47′38″Ö / 58.33062°N 11.79401°Ö | 157:1      |      |           |
|                     | 58°20′15″N 11°51′35″Ö / 58.33751°N 11.85965°Ö | 164:1      |      |           |
| Sanna skansar       | 58°13′00″N 12°08′25″Ö / 58.21674°N 12.14036°Ö | 112:1      |      |           |
| Stenshuskullen      | 58°13′10″N 12°07′39″Ö / 58.21947°N 12.12743°Ö | 122:1      |      |           |
|                     | 58°11′42″N 12°05′58″Ö / 58.19496°N 12.09947°Ö | 187:1      |      |           |
|                     | 59°00′22″N 11°12′33″Ö / 59.00617°N 11.20922°Ö | 126:1      |      |           |
|                     | 59°03′48″N 11°13′55″Ö / 59.06321°N 11.23183°Ö | 165:1      |      |           |
|                     | 58°19′40″N 11°39′32″Ö / 58.3278°N 11.65896°Ö  | 46:1       |      |           |
|                     | 57°58′41″N 11°52′55″Ö / 57.97812°N 11.88181°Ö | 43:1       |      |           |
| Borrekullen         | 58°00′27″N 11°52′31″Ö / 58.00747°N 11.87532°Ö | 135:1      |      |           |
|                     | 57°57′24″N 11°56′42″Ö / 57.95675°N 11.94493°Ö | 155:1      |      |           |
| Fornborg            | 57°56′06″N 11°57′46″Ö / 57.93502°N 11.96266°Ö | 12:1       |      |           |
|                     | 58°03′53″N 11°33′24″Ö / 58.06479°N 11.5566°Ö  | 102:1      |      |           |
|                     | 58°03′01″N 11°34′17″Ö / 58.05032°N 11.57141°Ö | 113:1      |      |           |
|                     | 58°02′40″N 11°37′53″Ö / 58.04451°N 11.63142°Ö | 125:1      |      |           |
| Slottskullen        | 58°39′15″N 11°44′01″Ö / 58.65407°N 11.73373°Ö | 97:1       |      |           |
| Slottsberget        | 58°36′46″N 11°41′36″Ö / 58.6129°N 11.69326°Ö  | 152:1      |      |           |
|                     | 58°32′20″N 11°17′07″Ö / 58.53888°N 11.28535°Ö | 543:1      |      |           |
|                     | 58°13′03″N 11°54′44″Ö / 58.21742°N 11.91234°Ö | 60:1       |      |           |
|                     | 58°10′56″N 11°51′34″Ö / 58.18228°N 11.85937°Ö | 91:1       |      |           |
|                     | 58°47′57″N 11°15′56″Ö / 58.79903°N 11.26561°Ö | 102:1      |      |           |
| Slottsberget        | 58°48′05″N 11°22′24″Ö / 58.80134°N 11.37335°Ö | 105:1      |      |           |
| Rane slott          | 58°48′12″N 11°27′37″Ö / 58.80326°N 11.46032°Ö | 106:1      |      |           |
|                     | 58°48′39″N 11°13′43″Ö / 58.81086°N 11.22855°Ö | 118:1      |      |           |
|                     | 58°49′21″N 11°22′46″Ö / 58.82258°N 11.37934°Ö | 220:1      |      |           |
| Tjuvkils huvud      | 57°54′02″N 11°43′05″Ö / 57.90068°N 11.71806°Ö | 54:1       |      |           |
|                     | 58°19′42″N 11°30′01″Ö / 58.32844°N 11.5002°Ö  | 89:1       |      |           |
|                     | 58°18′18″N 11°29′35″Ö / 58.30507°N 11.49298°Ö | 103:1      |      |           |
|                     | 58°18′19″N 11°27′11″Ö / 58.30529°N 11.45299°Ö | 117:1      |      |           |
| Slottsberget        | 58°40′01″N 11°34′23″Ö / 58.667°N 11.57312°Ö   | 55:1       |      |           |
| Borgås / Grimsslott | 58°42′16″N 11°32′08″Ö / 58.70451°N 11.5356°Ö  | 82:1       |      |           |
|                     | 58°09′55″N 11°29′14″Ö / 58.16517°N 11.48716°Ö | 90:1       |      |           |
|                     | 58°11′46″N 11°33′56″Ö / 58.19621°N 11.56562°Ö | 200:1      |      |           |
| Slottsberget        | 58°11′43″N 11°32′02″Ö / 58.19533°N 11.5339°Ö  | 211:1      |      |           |
|                     | 58°12′05″N 11°34′15″Ö / 58.20147°N 11.57071°Ö | 301:1      |      |           |
|                     | 58°12′37″N 11°43′05″Ö / 58.21023°N 11.71808°Ö | 50:1       |      |           |
|                     | 58°11′08″N 11°49′46″Ö / 58.1856°N 11.82955°Ö  | 104:1      |      |           |
|                     | 58°11′21″N 11°50′04″Ö / 58.18907°N 11.83449°Ö | 105:1      |      |           |
| Trolleslott         | 58°47′53″N 11°37′39″Ö / 58.79802°N 11.62746°Ö | 138:1      |      |           |
| Olsborg             | 58°44′53″N 11°34′35″Ö / 58.74815°N 11.57651°Ö | 218:1      |      |           |
|                     | 58°59′39″N 11°18′02″Ö / 58.99424°N 11.3005°Ö  | 24:1       |      |           |
|                     | 59°02′28″N 11°16′43″Ö / 59.04123°N 11.27865°Ö | 68:1       |      |           |
|                     | 59°03′10″N 11°23′37″Ö / 59.05282°N 11.3935°Ö  | 71:1       |      |           |
|                     | 59°00′45″N 11°18′09″Ö / 59.01251°N 11.30239°Ö | 88:1       |      |           |
|                     | 58°15′43″N 11°50′53″Ö / 58.26201°N 11.84815°Ö | 22:1       |      |           |
| Tokullen            | 58°15′41″N 11°53′58″Ö / 58.26141°N 11.89949°Ö | 42:1       |      |           |
|                     | 58°14′30″N 11°53′39″Ö / 58.2418°N 11.89417°Ö  | 76:1       |      |           |
|                     | 58°14′46″N 11°54′10″Ö / 58.24601°N 11.90289°Ö | 78:1       |      |           |
|                     | 57°54′13″N 12°00′58″Ö / 57.90354°N 12.01607°Ö | 10:1       |      |           |
|                     | 57°51′08″N 11°58′09″Ö / 57.85219°N 11.96913°Ö | 5:1        |      |           |
|                     | 58°14′06″N 11°39′23″Ö / 58.23494°N 11.65634°Ö | 5:1        |      |           |
|                     | 58°14′46″N 11°37′34″Ö / 58.24613°N 11.6261°Ö  | 10:1       |      |           |
|                     | 58°13′34″N 11°39′43″Ö / 58.22601°N 11.6619°Ö  | 16:1       |      |           |
|                     | 58°12′44″N 11°37′18″Ö / 58.21228°N 11.62176°Ö | 91:1       |      |           |
|                     | 58°12′32″N 11°40′13″Ö / 58.20891°N 11.67019°Ö | 92:1       |      |           |
|                     | 58°39′26″N 11°51′12″Ö / 58.65724°N 11.85321°Ö | 27:1       |      |           |
| Slottskullen        | 58°56′53″N 11°22′20″Ö / 58.94803°N 11.37211°Ö | 393:1      |      |           |
|                     | 58°57′09″N 11°22′31″Ö / 58.95242°N 11.3752°Ö  | 663:1      |      |           |
|                     | 58°57′01″N 11°21′58″Ö / 58.95041°N 11.36613°Ö | 677:1      |      |           |
|                     | 58°58′28″N 11°19′00″Ö / 58.97449°N 11.31679°Ö | 739:1      |      |           |
|                     | 58°58′21″N 11°18′57″Ö / 58.97238°N 11.31597°Ö | 742:1      |      |           |
| Klåvekullen         | 58°51′46″N 11°23′04″Ö / 58.86284°N 11.38449°Ö | 761:1      |      |           |
| Kollhagen           | 58°54′02″N 11°15′50″Ö / 58.90063°N 11.26388°Ö | 956:1      |      |           |
|                     | 58°21′36″N 11°37′23″Ö / 58.35998°N 11.62302°Ö | 181:1      |      |           |
|                     | 57°56′11″N 11°52′49″Ö / 57.93651°N 11.88038°Ö | 69:1       |      |           |
|                     | 57°56′04″N 11°55′04″Ö / 57.93458°N 11.91789°Ö | 155:1      |      |           |
|                     | 57°57′10″N 11°53′06″Ö / 57.95285°N 11.88495°Ö | 157:1      |      |           |
| Borrefjäll          | 58°08′54″N 11°42′39″Ö / 58.14823°N 11.71073°Ö | 13:1       |      |           |
|                     | 58°11′04″N 11°43′01″Ö / 58.18441°N 11.71692°Ö | 92:1       |      |           |
|                     | 58°10′12″N 11°39′44″Ö / 58.17006°N 11.66213°Ö | 95:1       |      |           |
| Olsby slott         | 57°58′33″N 11°37′36″Ö / 57.97595°N 11.62661°Ö | 34:1       |      |           |
|                     | 57°59′58″N 11°38′08″Ö / 57.99942°N 11.63547°Ö | 146:1      |      |           |
| Borgoln             | 57°59′38″N 11°37′04″Ö / 57.99388°N 11.6177°Ö  | 158:1      |      |           |
|                     | 58°01′46″N 11°38′37″Ö / 58.02932°N 11.64352°Ö | 189:1      |      |           |
|                     | 58°56′03″N 11°11′31″Ö / 58.93418°N 11.19195°Ö | 2:1        |      |           |
|                     | 58°31′29″N 11°31′47″Ö / 58.52484°N 11.52986°Ö | 96:1       |      |           |
|                     | 58°36′17″N 11°31′03″Ö / 58.60473°N 11.51745°Ö | 252:1      |      |           |
|                     | 58°36′06″N 11°31′41″Ö / 58.60178°N 11.52797°Ö | 253:1      |      |           |
| Slottsberget        | 58°38′21″N 11°33′36″Ö / 58.63916°N 11.56°Ö    | 283:1      |      |           |
| Tövenborg           | 58°37′10″N 11°34′33″Ö / 58.61955°N 11.57576°Ö | 322:1      |      |           |
|                     | 57°46′59″N 11°55′27″Ö / 57.78295°N 11.92414°Ö | 50:1       |      |           |
| Borres håla         | 57°49′02″N 11°57′29″Ö / 57.81713°N 11.95817°Ö | 133:1      |      |           |
| Borres slott        | 57°48′51″N 11°57′31″Ö / 57.81428°N 11.95871°Ö | 134:1      |      |           |
| Grå Lars            | 57°46′26″N 11°57′23″Ö / 57.77401°N 11.95633°Ö | 145:1      |      |           |
|                     | 58°39′35″N 11°18′41″Ö / 58.6598°N 11.31125°Ö  | 903:1      |      |           |
| Drottningberget     | 58°44′23″N 11°12′48″Ö / 58.73959°N 11.21331°Ö | 918:1      |      |           |
|                     | 58°43′01″N 11°14′38″Ö / 58.71695°N 11.24382°Ö | 928:1      |      |           |
| Kesarekullen        | 58°39′30″N 11°23′08″Ö / 58.65835°N 11.38567°Ö | 984:1      |      |           |
| Husberget           | 58°47′01″N 11°17′38″Ö / 58.78373°N 11.2938°Ö  | 1089:1     |      |           |
|                     | 58°41′39″N 11°24′10″Ö / 58.69417°N 11.40281°Ö | 1105:1     |      |           |
|                     | 58°46′10″N 11°22′31″Ö / 58.76941°N 11.37514°Ö | 1345:1     |      |           |
|                     | 58°41′36″N 11°17′56″Ö / 58.69321°N 11.29898°Ö | 1855:1     |      |           |
| Borgekullen         | 58°05′39″N 11°31′41″Ö / 58.09426°N 11.52794°Ö | 181:1      |      |           |
|                     | 57°48′27″N 11°46′17″Ö / 57.80745°N 11.77133°Ö | 17:1       |      |           |
| Tors slott          | 57°42′35″N 11°44′32″Ö / 57.70967°N 11.74235°Ö | 15:1       |      |           |
|                     | 57°44′02″N 11°46′32″Ö / 57.73381°N 11.77551°Ö | 56:1       |      |           |
|                     | 58°26′50″N 11°26′18″Ö / 58.44734°N 11.43834°Ö | 163:1      |      |           |
|                     | 58°27′14″N 11°19′04″Ö / 58.45381°N 11.31766°Ö | 221:1      |      |           |
|                     | 58°07′49″N 11°56′52″Ö / 58.13039°N 11.94774°Ö | 109:1      |      |           |
| Borgås              | 58°20′45″N 11°57′44″Ö / 58.34592°N 11.96232°Ö | 35:1       |      |           |
|                     | 58°03′06″N 11°41′32″Ö / 58.05168°N 11.69215°Ö | 158:1      |      |           |
|                     | 58°05′50″N 12°04′37″Ö / 58.0973°N 12.07708°Ö  | 12:1       |      |           |
|                     | 57°53′24″N 12°01′54″Ö / 57.88988°N 12.03163°Ö | 8:1        |      |           |
| Slottet             | 58°04′42″N 11°53′08″Ö / 58.07836°N 11.88557°Ö | 38:1       |      |           |
| Gullborget          | 58°09′27″N 11°53′47″Ö / 58.15755°N 11.89633°Ö | 142:1      |      |           |
|                     | 58°07′17″N 11°55′23″Ö / 58.12136°N 11.92301°Ö | 186:1      |      |           |